# Cassinopsis ilicifolia
Cassinopsis ilicifolia är en tvåhjärtbladig växtart som först beskrevs av Ferdinand von Hochstetter, och fick sitt nu gällande namn av Carl Ernst Otto Kuntze. Cassinopsis ilicifolia ingår i släktet Cassinopsis och familjen Icacinaceae. Inga underarter finns listade i Catalogue of Life.